# الیدای
الیدای جزیره‌ای در غرب کشور ایسلند است. این جزیره در خلیج Breiðafjörður قرار گرفته است. جزیره الیدای در نزدیکی شهر Stykkishólmur می‌باشد. فانوس دریایی مشهوری که در سال ۱۹۵۱ ساخته شده است در این جزیره قرار دارد. ابعاد این جزیره ۶۰۰ در ۹۰۰ متر و مساحت آن ۰٫۳۵ کیلومتر مربع است.

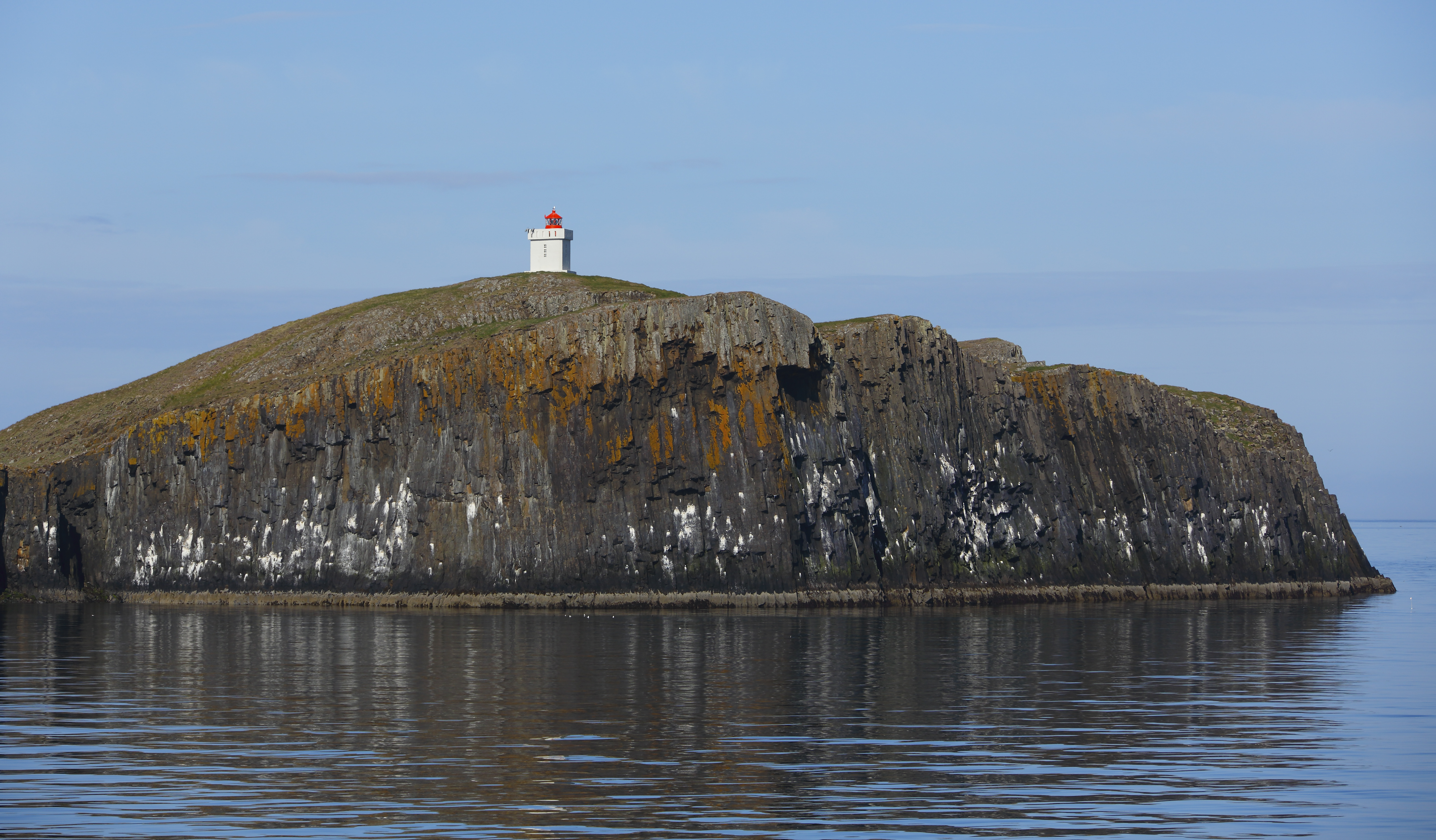
فانوس دریایی جزیره